# خوان هيرنانديز (لاعب كرة قدم مواليد 2007)
خوان هيرنانديز توريس (ولد 21 يوليو 2007) هو لاعب كرة قدم إسباني يلعب كجناح أو لاعب وسط هجومي مع نادي برشلونة أتلتيك .

## بداية مسيرته المهنية
وُلِد هيرنانديز في تيرويل، أراغون، وبدأ مسيرته الكروية في فرق الشباب مع فرق محلية مثل لاس فينياس ثم أتليتيكو تيرويل، قبل أن يوقّع مع نادي ريال سرقسطة، النادي الذي قضى فيه جده مانويل توريس معظم مسيرته الكروية.  في عام 2020، انضم إلى أكاديمية لا ماسيا المرموقة التابعة لنادي برشلونة . 

## المسيرة الدولية
في نوفمبر 2023، تم استدعاء هيرنانديز إلى منتخب إسبانيا تحت 17 عامًا للمشاركة في كأس العالم تحت 17 عامًا 2023 FIFA . وفي مباراة دور المجموعات ضد مالي ، سجل الهدف الوحيد في المباراة مما أهل فريقه إلى دور الـ16.   لاحقًا، تم إقصاء إسبانيا على يد ألمانيا في الدور ربع النهائي.

## أسلوب اللعب
يُعد هيرنانديز واحدًا من أبرز المواهب في أكاديمية لا ماسيا ضمن جيله.  يتميّز بقدرات تهديفية جيدة. كما أن جودته الفنية ورؤيته في الملعب مكّنتاه من اللعب بكفاءة في عدة مراكز سواء في خط الوسط، أو كجناح، أو في دور المهاجم الوهمي.  

## روابط خارجية
- خوان هيرنانديز على BDFutbol
- خوان هيرنانديز  على سكروي